# Leonardo de Jesus Geraldo
Leonardo de Jesus Geraldo (São Luís, Maranhão, 4 de agosto de 1985) es un futbolista brasileño. Juega de lateral izquierdo y su actual equipo es el Sport Club Internacional del Campeonato Brasileño de Serie A.
El jugador inició su carrera en el Portuguesa, equipo de primera división de Brasil. Los reportes sugieren que el Olympiacos pagó 1,8 millones de euros por su pase. Revistas de Brasil, Grecia, Turquía e Inglaterra lo han llegado a comparar con Roberto Carlos. 

## Clubes
| Club          | País   | Año       |
| ------------- | ------ | --------- |
| Portuguesa    | Brasil | 2004-2008 |
| Olympiacos    | Grecia | 2008-2010 |
| Internacional | Brasil | 2010-     |

## Palmarés
- Copa de Grecia: 2008, 2009.
- Super Liga de Grecia: 2007-2008, 2008-2009.

- Datos: Q1970536